# Bandera de Tucumán
La bandera de la provincia de Tucumán o bandera de Macha es, junto con el escudo de Tucumán, uno de los dos símbolos de esta provincia argentina. Posee una franja central celeste y dos franjas blancas en las partes superior e inferior (al inverso de la bandera nacional). Fue aprobada por la Legislatura Provincial el 13 de abril de 2010.
El diseño del pabellón ha sido adjudicado a Manuel Belgrano el 27 de febrero de 1812. Al inaugurar las baterías Libertad e Independencia en la Villa del Rosario, enarbola esta bandera que como él mismo dice en su informe: “la mandé hacer blanca y celeste, conforme los colores de la escarapela nacional.”
El General parte a Jujuy según el nuevo mando que se le acuerda, sin saber que el triunvirato había desautorizado el uso de la bandera por él creada.
Ya instalado en la provincia norteña y a los efectos de levantar la moral del incipiente ejército vencido en Huaqui, hizo bendecir al Canónigo Juan Ignacio Gorriti, el 25 de mayo de 1812, una nueva bandera celeste y blanca. Se la presentó a la tropa como el "emblema nacional que nos distinguiría de las demás naciones de la tierra", y lo hizo izar en el cabildo, reemplazando el estandarte real.
Enterado Bernardino Rivadavia ordenó que se deshiciera de las banderas, por lo cual Belgrano mandó a guardar la enseña creada. Incluso no flameó durante la batalla del 24 de septiembre de 1812 en Tucumán.
Pero luego del rutilante triunfo de las armas patrias, mientras marchaba con sus tropas hacia Salta, Belgrano volvió a enarbolar una bandera el 13 de febrero de 1813, haciendo jurar a sus tropas en el Río Pasaje, conocido desde entonces como Juramento. Siete días más tarde, el Ejército de Belgrano volvía a vencer a los realistas en Salta, donde sí flameó la enseña, que ya distinguía ambos ejércitos.
Pero en octubre de ese año, en Vilcapugio se acabaría la buena fortuna que había tenido hasta aquí el General: cuando ya la victoria parecía favorable a los patriotas el ejército retrocedió, con motivo de un toque de clarín ordenando erróneamente que causó tremenda confusión. Belgrano reunió al resto de su ejército y como pudo trató de recomponer una situación insostenible: la pérdida de bastimentos, una gran cantidad de heridos y la desmoralización de la tropa en general, hacían estragos. 

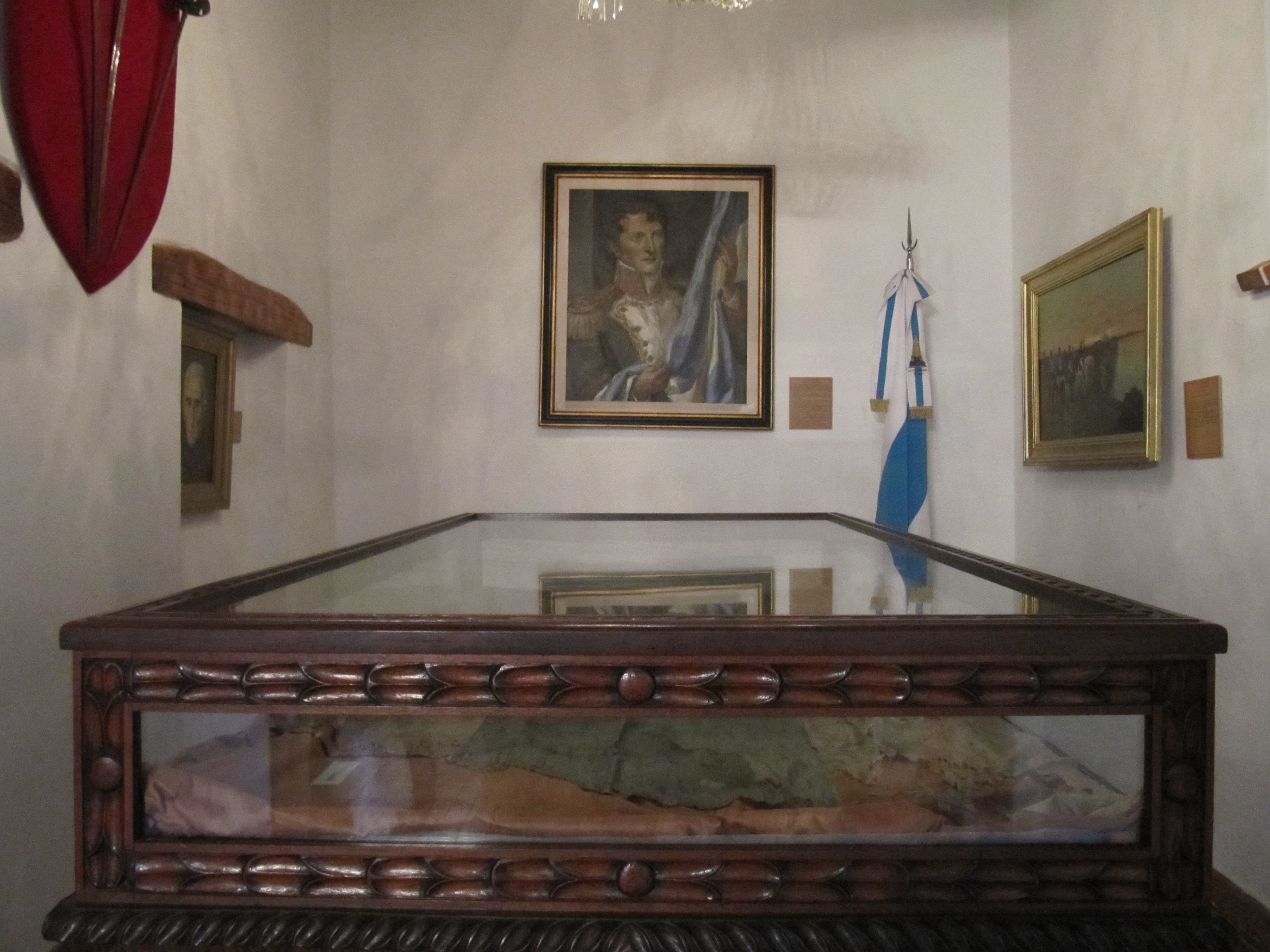
La bandera de Belgrano, en exhibición en la Casa de la Libertad en Sucre, Bolivia.

El pueblo de Macha se apareció como un espejismo a los derrotados. Fue entonces que Belgrano hizo llamar al párroco de la iglesia y en secreto le pidió que ocultara las banderas de su ejército, ya que veía posible una próxima derrota.
El nombre de Macha viene del lugar donde fue encontrada, en un poblado cercano a Potosí, Bolivia, con manchas de sangre y pólvora, escondida a fin de no ser capturada por las fuerzas realistas.
Más de setenta años después la bandera fue encontrada y es exhibida actualmente en la Casa de la Libertad, en Sucre, en un templete dedicado a la misma y a personajes históricos de Argentina.

## Historia de las banderas tucumanas

Bandera de 1814.

El primer registro histórico al respecto corresponde al año 1812. Fray Joaquín Masian, custodio del Convento de San Francisco, asentó en los archivos que se había confeccionado una nueva bandera para la escuela anexa. 

El texto señala: 
En la escuela se ha puesto una bandera de tafetán celeste y blanca con sus borlas de lo mismo y dos cintas de más de cuatro dedos de ancho, una blanca y otra celeste que penden de la lanza, ... que la costeó el gobierno para los paseos de los jueves por la plaza y otras actividades que se hagan por orden del gobierno.
Dicho documento fue refrendado también por Bernabé Aráoz, quien dos años más tarde sería Gobernador de la provincia.
En ese momento, 1814, se le añadieron a la banda blanca la palabra Tucumán y debajo el año en letras doradas. Se hacía referencia de esta manera a la creación de la nueva Gobernación Intendencia del Tucumán. Esta bandera es una de las más antiguas conservadas en la Argentina, se encuentra en la Iglesia de San Francisco, San Miguel de Tucumán. 

Supuesta bandera de 1820.

Algunos investigadores[¿quién?] sostienen que el propio Aráoz adoptó una nueva bandera en marzo de 1820 cuando se proclamó la efímera República del Tucumán. Dicha enseña tenía dos bandas horizontales, roja la superior y azul la inferior. Al tomar posesión de su cargo, Aráoz lució una banda con esos mismos colores. La República tuvo una corta vida por las rivalidades internas y al ser depuesto el gobernador (el 29 de agosto de 1821) tanto la entidad política como la bandera que la simbolizaba dejaron de existir.[cita requerida]

Bandera de 1995.

En 1995 Alfredo Guido Linares, diputado de Fuerza Republicana (partido que respondía a Antonio Bussi, quien fuera gobernador durante la dictadura), propuso un diseño inspirado en la idea del Dr. Miguel Carrillo Bascary de recuperar la antigua bandera de 1814. Sin embargo, Linares modificó sustancialmente el modelo. La bandera resultante tenía un único campo azul celeste con una cruz romana de color blanco en el centro con las fechas 1812 y 1816 en ambos extremos del brazo horizontal y apoyado en este un medio sol naciente con diez rayos visibles alternados largos y cortos de color dorado por detrás del brazo vertical y debajo el esquema de la Casa Histórica de Tucumán también en dorado sobre el brazo vertical de la cruz y a ambos lados de él dos ramos de laurel de color verde.
El sentido de esta simbología es el siguiente; los colores celeste y blanco reflejan la identidad argentina, las fechas se refieren a la batalla de Tucumán y la Declaración de la Independencia, mientras que el sol alude al conocido Sol de Mayo y la Casa al lugar donde se declaró la mencionada Independencia. La legislatura tucumana adoptó de manera unánime esta bandera en 1995, pero el gobernador saliente Ramón Ortega no promulgó la ley, tarea que llevó a cabo su sucesor Antonio Bussi. 
Los gobernadores que sucedieron a Bussi, pertenecientes al Partido Justicialista, dejaron en la práctica de usar esta bandera desde 1999, sin abrogar la ley anterior. Los simpatizantes de Fuerza Republicana, empero, continuaron enarbolándola. El 3 de diciembre de 2008 la Legislatura de Tucumán, a instancias del gobernador José Alperovich derogó la ley de 1995.
El 13 de abril de 2010 la Legislatura aprobó la nueva bandera provincial, también conocida como "Bandera de Macha", por la localidad boliviana de Macha donde se la encontró. El diseño es atribuido a Manuel Belgrano, quien la habría utilizado en la Batalla de Tucumán  en 1812 y las campañas posteriores en el Norte.

## Banderas históricas

Bandera donada en 1812 por Gregorio Aráoz de Lamadrid.
Bandera de Tucumán (1812)
Bandera de Tucumán (1814)
Bandera de la República de Tucumán (1820-1821)
Bandera propuesta en 1994
Bandera de Tucumán (1995-2010)